# 冯杰 (1963年)
冯杰（1963年—）。汉族，上海人。天津大学化工系中间体及染料专业毕业。
毕业后分配到酒泉钢铁公司，历任安环处技术员、副科长、科长，焦化厂科长、车间主任、厂长助理、副厂长，生产处副处长，焦化厂厂长，总经理助理兼总经理办主任等职。2000年3月，任酒钢公司副总经理、党委常委、董事、山西翼城钢厂建设总指挥。2004年3月，任甘肃省国资委副主任、党组成员。同年11月，任白银有色金属(集团)有限责任公司董事长、总经理、党委副书记。2007年9月，任甘肃省环境保护局党组书记、局长。2009年6月，任甘肃省环境保护厅党组书记、厅长。2011年7月，任酒泉钢铁集团公司董事长、党委副书记。
2013年，当选第十二届全国人民代表大会甘肃地区代表。2015年5月7日，甘肃省纪委发布消息：酒泉钢铁公司董事长、党委副书记冯杰涉嫌严重违纪违法，目前正在接受组织调查。因严重违纪并涉嫌犯罪，2015年7月31日，甘肃省第十二届人大常委会第十八次会议决定罢免其第十二届全国人民代表大会代表职务。2015年10月，甘肃省人民检察院依法对酒泉钢铁集团有限责任公司原董事长、党委副书记冯杰（正厅级）以涉嫌受贿罪决定逮捕。
2019年10月18日，天水市中级人民法院以冯杰犯受贿罪判处有期徒刑10年，并处罚金人民币200万元，以巨额财产来源不明罪判处有期徒刑6年。数罪并罚，决定执行有期徒刑13年，并处罚金人民币200万元。对已扣押在案的赃款赃物判决依法没收，上缴国库。检方指控冯杰在2000年至2015年利用其担任酒泉钢铁（集团）有限责任公司副总经理、山西宏阳钢铁有限公司建设工程总指挥、白银有色金属（集团）有限责任公司董事长、甘肃省环保厅厅长、酒泉钢铁（集团）有限责任公司董事长等职务便利，受贿人民币3170.910674万元。并对共计折合人民币3189.402149万元的财产不能说明来源。